# 演化思想史

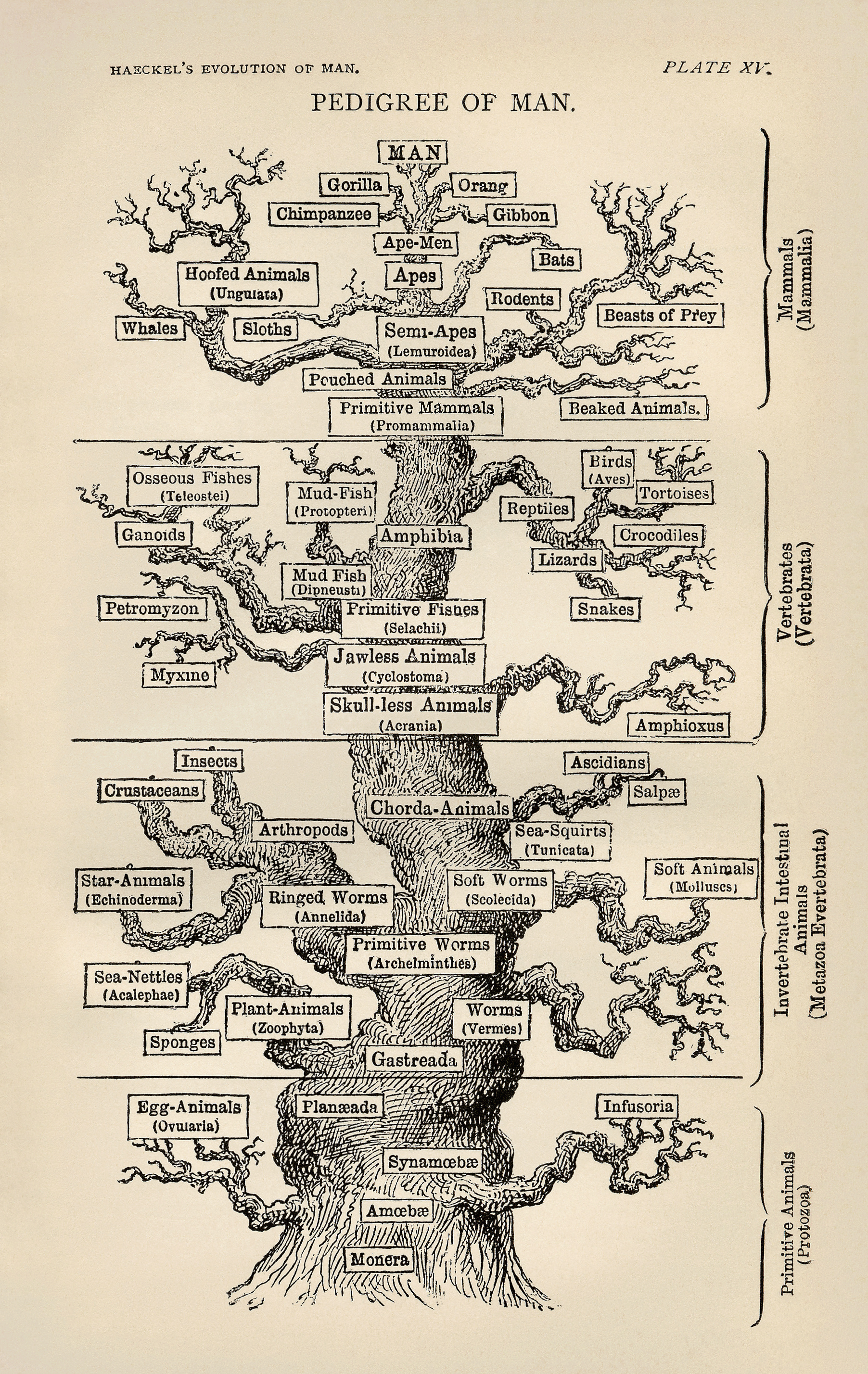
德國生物學家恩斯特·海克爾在人類的進化（1879年）一書中所描述的“生命之樹”說明了19世紀進化論的觀點，即是人類的進化是一個漸進而漫長的過程。

演化思想是對於生物個體在不同世代之間具有差異的現象所做的一種解釋。在西方，類似想法最早起源可追溯至古希臘與古羅馬時代。此外，古代中國也有類似的生物演化、變化、轉化的觀念，如《莊子》中《寓言》和《至樂》篇章中談到不同生物的轉化。公元前6世紀，古希臘學者阿那克西曼德提出人類的祖先來自海中的理論。
科學式的演化論述則一直要到18世紀與19世紀才出現，例如蒙博杜（Lord Monboddo）與伊拉斯謨斯·達爾文（達爾文的祖父），提出所有生命源自共同祖先的想法。而第一個科學假說是由拉馬克在1809年所提出，他認為演化是來自後天獲得特徵的遺傳。拉馬克學說在提出後將近50年，才被達爾文與華萊士較接近現代觀念的理論所取代。其中達爾文做了較多細節上的討論，例如1859年出版的《物種源起》。達爾文強調生物的演化為事實，並以天擇機制作為解釋演化現象的理論。
達爾文在提出演化論時並不知道遺傳機制如何運作，而孟德爾在1865年發表的遺傳定律則一直受到忽略。直到20世紀，達爾文的天擇理論與孟德爾的遺傳學才結合為現今所熟知的現代綜合理論。隨後科學家發現基因為遺傳物質，並發現基因由DNA所構成。現在的演化研究以基因為中心，並發展出許多相關學門。

## 古代
早在達爾文之前，類似於演化的思想就已經出現。許多民族的神話中都有動物變成人的故事。

### 中國
中國人傳統上認為天人合一，包括人在內的萬物都是從原始狀態逐步發展來的，具有一定程度樸素的生物轉化、進化思想（與現代進化論有區別，但在那個時代仍不失為一種創見），如《莊子》中《寓言》和《至樂》篇章中談到不同生物的轉化，而且，中國傳統故事中有不少動物透過修煉變成人的故事。西藏一些地區的神話傳說中，就有獼猴逐漸變成人類、人類起源自獼猴的說法。

### 希臘
希臘化時代具有生物演化的思想的學者中，較為著名的有阿那克西曼德、恩培多克勒、德謨克利特與伊比鳩魯。阿那克西曼德(約前610年－前546年）最先提岀一種動物，包括人類，可能是其他種類的動物的後裔。他指出第一個人類必然是其他動物的孩子，因為人類孩提時需要長時間的照顧。

## 中世纪
在13世纪，一名波斯的科学家纳西尔丁·图西认为生物是由进化而来。他认为，元素进化成了矿物，矿物进化成了植物，植物又进化成了动物和人类。他也提出了适者生存的生物理论。

## 1850年以前
在公元前400年，希臘的原子論者便認為太陽、地球、生命、人類、文明與社會，皆不需要神蹟（divine intervention）就可產生。公元前60年，羅馬的原子論者盧克萊修寫下了一首詩，稱做《物性論》（On the Nature of Things）。

## 1859-1930年代：达尔文进化论
在1850年代以前，人们关于物种是否由进化而成依然争论不休，没有任何一种理论具有绝对的说服力。直到达尔文的著作《物种起源》（1859）的问世才根本地改变了这种局面。达尔文认为他的演化的分支理论可以很好地解释大量生物地理学、解剖学、胚胎学，和生物学现象。他同时提供了一个极有说服力的机制来说明生物演化得以保存下来的原因，也就是他的自然选择，也被称为「物竞天择」。
首先站出来认同达尔文理论的自然学者是英国解剖学家托马斯·亨利·赫胥黎。赫胥黎认为，不同于先前的拉马克突变理论，达尔文提供了一种没有超自然力量介入的演化机制，即使赫胥黎本人并没有完全被「物竞天择」理论说服。在赫胥黎倡导下成立了X Club旨在，在专门的自然科学领域增进实证的自然哲学方法而摒弃神学对自然科学的影响。由于这些不懈的努力，在1870年代中叶以前，达尔文的演化论成为了英语国家科学领域对于物种起源解释的主流。在赫胥黎随后提供的大量古生物证据面前，公众和科学界接受了达尔文理论。这些证据包括了鸟类从爬行类动物演化而来的证据，始祖鸟在欧洲的发现，以及大量原始鸟类化石在北美洲的发现。另一些重要证据是对于马从其五趾祖先演化而来的化石证据。然而相比于英语国家，非英语国家，比如法国和其他南欧国家，接受达尔文理论的时间要稍晚。唯一例外的是德国，德国人奥古斯特·魏斯曼和恩斯特·海克尔就极力拥护达尔文理论。海克尔用演化论挑战了在德意志生物学中的传统形而上学理论，就像在英国发生的情况一样。在海克尔和其他德国科学家的领导下实施了一个野心勃勃的计划，该计划旨在基于生物形态学和胚胎学来重构生命演化的历史。
达尔文理论的成功深深地影响了科学界对于生命的理解，同时也激起了一场小规模的哲学革命。然而，此理论仍然不能解释一些演化过程中的重要组成部分。尤其无法解释同一物种内的差别以及无法解释是物种是以何种机制把这种差别传播到下一代（也就是遗传机制）。达尔文的泛生论的假设也仅仅对演化的统计模型，例如「生物计量学」学派的有一些用处，对于其他生物学家而言几乎毫无意义。

## 相關書籍
- Augustine. . trans. John Hammond Taylor. The Newman Press. 1982. ISBN 0-8091-0326-5, 9780809103263 请检查|isbn=值 (帮助).
- Bowler, Peter J. . W. W. Norton. 1992. ISBN 0-393-32080-4.
- Bowler, Peter J.  3rd. University of California Press. 2003. ISBN 0-520-23693-9.
- Bowler, Peter J.; Morus, Iwan Rhys. . The University of Chicago Press. 2005. ISBN 0-226-06861-7.
- Darlington, Cyril. . Blackwell, Oxford, p85. 1959.
- Darwin, Charles.  1st. John Murray, London. 1859. ISBN 0-486-45006-6.
- Darwin, Charles.  3rd. John Murray, London. 1861. ISBN 0-486-45006-6.
- Darwin, Charles.  4th. John Murray, London. 1866. ISBN 0-486-45006-6.
- Darwin, Charles.  6th. John Murray, London. 1872. ISBN 0-486-45006-6.
- Darwin, Erasmus. . Jones & Company. 1825. ISBN 0-8240-2146-0.
- Darwin, Erasmus. . 1818  [2013-06-17]. ISBN 1-108-00556-X. （原始内容存档于2019-06-22）.
- Desmond, Adrian; Moore, James. . London: Michael Joseph, Penguin Group. 1991. ISBN 0-7181-3430-3.
- Gill, Meredith Jane. . Cambridge University Press. 2005. ISBN 0-521-83214-4, ISBN 978-0-521-83214-4 请检查|isbn=值 (帮助).
- Gould, Stephen Jay. . Belknap Press of Harvard University Press. 2002. ISBN 0-674-00613-5.
- Henderson, Jan-Andrew. . Mainstream Publishing. 2000. ISBN 1-84018-378-0.
- Kirk; Raven; Schofield.  2. Cambridge University Press. 1983.
- Larson, Edward J. . Modern Library. 2004. ISBN 0-679-64288-9.
- Lovejoy, Arthur. . Harvard University Press. 1936. ISBN 0-674-36153-9.
- Mayr, Ernst. . The Belknap Press of Harvard University Press. 1982. ISBN 0-674-36445-7.
- Mayr, Ernst; Provine, W. B. (编). . Harvard University Press. 1998. ISBN 0-674-27225-0.
- Needham, Joseph; Ronan, Colin Alistair. . Cambridge University Press. 1995. ISBN 0-521-29286-7.
- Sapp, Jan. . Oxford University Press. 2003. ISBN 0-19-515618-8.
- Secord, James A. . University of Chicago Press. 2000. ISBN 0-226-74410-8.
- Singer, Charles. . Clarendon Press. 1931.
- Smocovitis, Vassiliki Betty. . Princeton University Press. 1996. ISBN 0-691-03343-9.
- 本条目包含来自公有领域出版物的文本: Chisholm, Hugh (编).  (第11版). London: Cambridge University Press. 1911.